# Pihalni orkester Vrhpolje
Pihalni orkester Vrhpolje (uradno: Kulturno društvo Pihalna godba Vrhpolje, Vipava) je pihalni orkester iz Vrhpolja pri Vipavi.
Začel je delovati leta 1951 kot Gasilska pihalna godba Vrhpolje, ki je bila pod vodstvom kapelnika Jožefa Petroviča aktivna štiri leta.
Po premoru je orkester z delovanjem nadaljeval leta 2002 po vodstvom kapelnika Leandra Pegana in kasneje dirigenta Janeza Žnidaršiča. Od leta 2013 orkester vodi trobentač in dirigent Matjaž Meden.